# Kazimierz Władysław Wóycicki

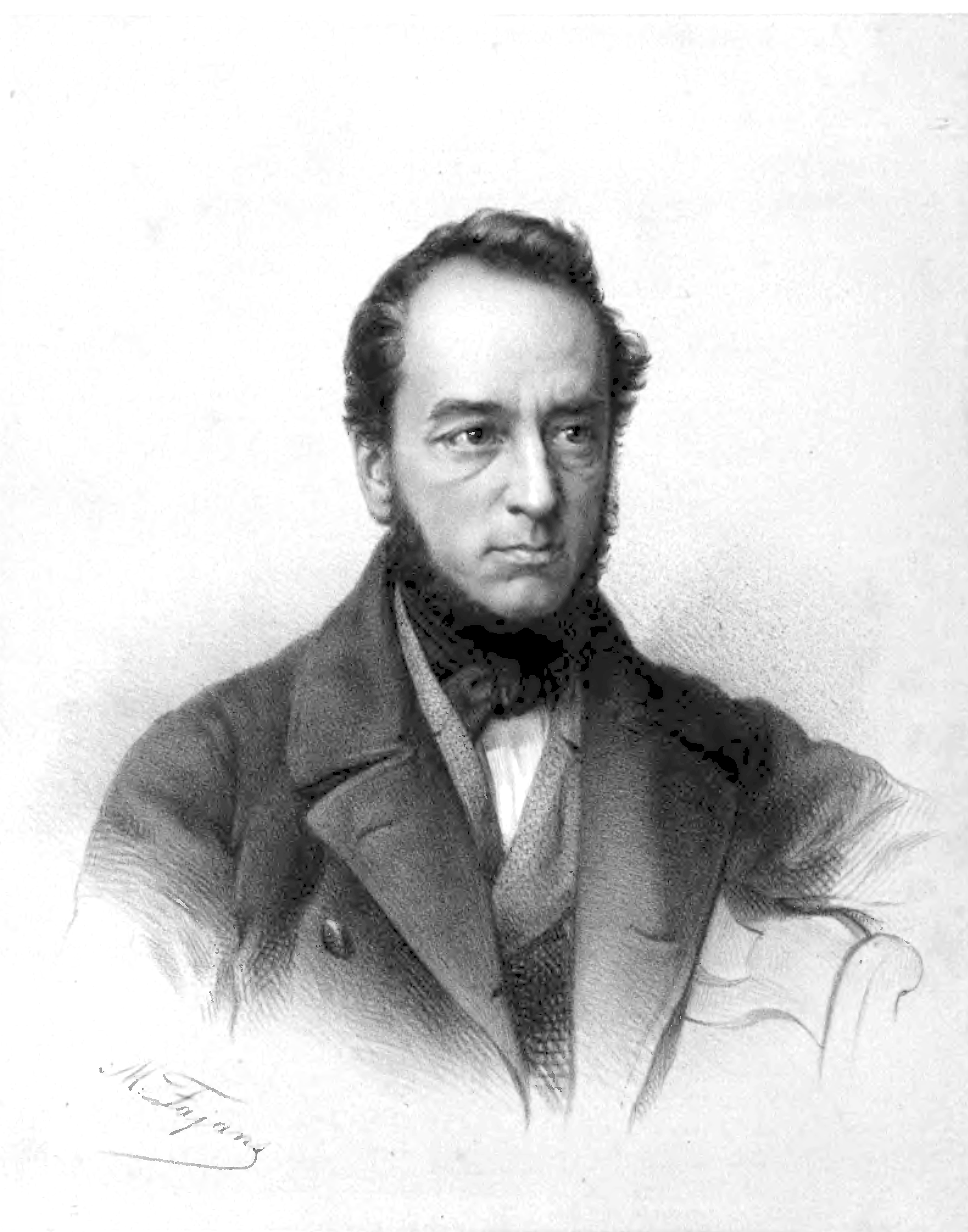
Kazimierz Władysław Wóycicki

Kazimierz Władysław Wóycicki, född 3 mars 1807 i Warszawa, död där 2 augusti 1879, var en polsk publicist och författare.
Wojcicki utgav samlingar av bland annat polska, ukrainska och vitryska ordspråk, folkvisor och folksagor. Han redigerade från 1850 tidskriften "Biblioteka warszawska" och från 1866 veckotidningen "Klosy" (Ax). Med sina Stare gawędy i obrazy (Gamla småhistorier och bilder; 1840) införde han det nya diktslaget "gawenda", ett slags berättelser ur polska adelns liv. Han utarbetade en i krestomatiform uppställd historia över polska litteraturen (andra upplagan 1861) och en historia över den äldre polska teatern (1840). Han utgav åtskilliga historiska aktstycken och memoarer, bland annat Jan Kilińskis (1830) och "Pamiętniki do panowania Zygmunta III" (1876).